# Illice bonitensis
Illice bonitensis är en fjärilsart som beskrevs av William Schaus. Illice bonitensis ingår i släktet Illice och familjen björnspinnare. Inga underarter finns listade i Catalogue of Life.